# Timó de vent

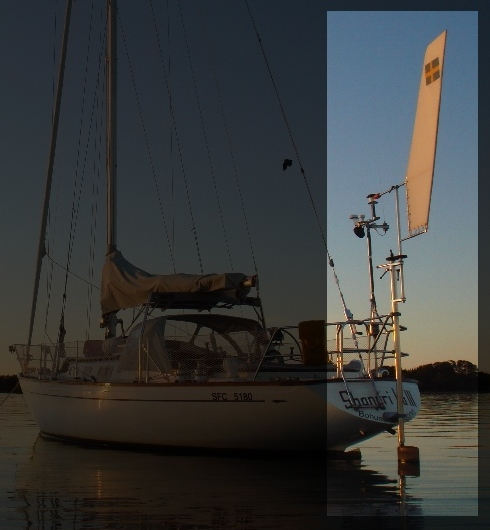
Iot amb dispositiu de govern automàtic

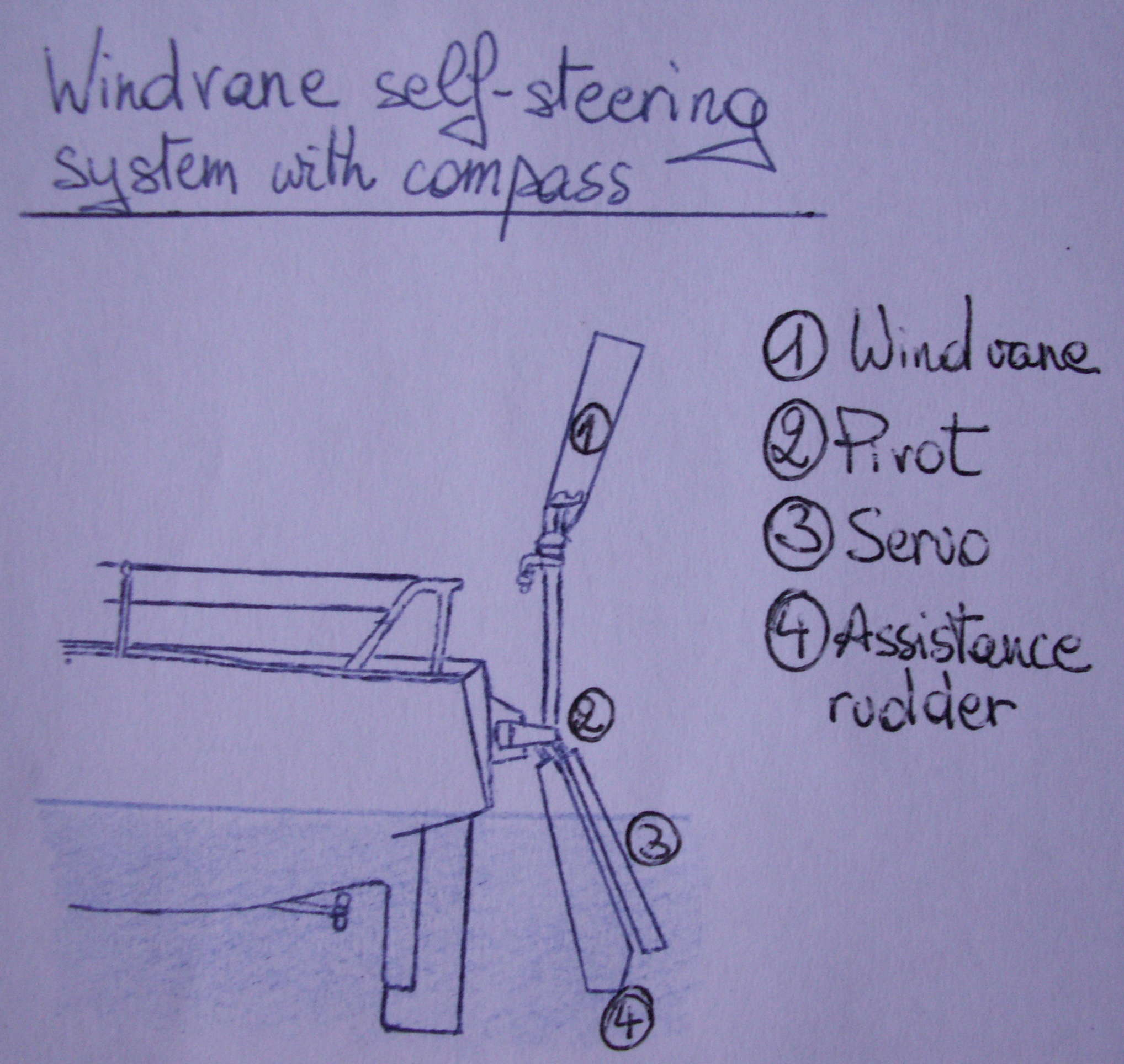
Un sistema de timó de vent

El timó de vent és un instrument mecànic utilitzat en els velers per poder aguantar l'ajust preestablert de l'embarcació (és a dir, mantenir l'angle constant respecte al vent aparent) en el cas en què que sobrevinguin canvis involuntaris, sense l'ajuda d'un timoner, tan sols amb l'ajuda del vent i l'aigua
Per tant, actua com a pilot automàtic, però manté l'angle de l'embarcació respecte del vent aparent i no pas un rumb precís, amb l'avantatge, però, de no malgastar electricitat. Normalment s'instal·la a la popa de l'embarcació.
| «                                          | Per al mariner que estima els llargs creuers tranquils amb la família o per als que somien amb creuaments aventurers en la mesura del possible, el timó de vent és un company inseparable, que governa el vaixell sol, sense cansar-se, durant hores i hores o dies i dies, mentre la tripulació descansa o realitza altres maniobres. | » |
| — Guido Pfeiffer, Secrets del timó de vent | |   |

## Història
Al començament de la història nàutica, l'autogovern del vaixell era impensable i, per tant, un home de la tripulació s'ocupava constantment de controlar el rumb del vaixell, durant tota la singladura.
Amb l'inici de l'ús de vaixells per a guerres i llargues rutes comercials, les tripulacions van començar a construir mecanismes que permetessin no haver d'estar pendents del timó de l'embarcació durant tot el temps de navegació. Aquests mecanismes eren inicialment llargs rems, que estaven lligats a la vela principal, i ajudaven a mantenir el rumb.
Els primers usos del timó de vent van començar amb les grans travessies oceàniques en solitari com va ser la de Joshua Slocum el 1898.
Això es deu al fet que el timó de vent els va permetre no estar pendents del timó tota l'estona per mantenir l'embarcació en el rumb correcte i, poder arribar així, al lloc de destí.
El vaixell anomenat "Spray" de Slocum de fet portava un mecanisme que connectava la vela i el timó a través de l'escota, permetent al vaixell mantenir-se de forma autònoma en el rumb desitjat.
El timó de vent es va divulgar el 1919 gràcies a un article tècnic de Hambley Tregoning a la revista Yachting Monthly que explicava com utilitzar una vela petita per ajudar a mantenir el rumb del vaixell.
Tot i la presentació del timó de vent el 1919, tanmateix, el primer exemplar pràctic no es va instal·lar fins uns quants anys després, el 1936, en un vaixell a motor anomenat Arielle, pel seu propietari Marin Marie per tal d'ajudar el vaixell durant la travessia Nova York-Le Havre .
A partir d'aquí, molts mariners van emprendre viatges en solitari amb l'ajuda de timons de vent artesanals, entre ells els mariners britànics Ian Major i Michael Henderson el1955.
Malgrat aquestes fites importants en la història del timó de vent, l'inici real de la seva era va ser l'11 de juny de 1960 amb la primera edició de l'OSTAR (O'bserver 'Singlehanded 'T' rans-atlàntic  'R'  as) una cursa de velers que va partir de Plymouth i va arribar a Newport, on cap dels participants hauria pogut acabar la carrera si no hagués fet servir un timó de vent.

## Principis de funcionament

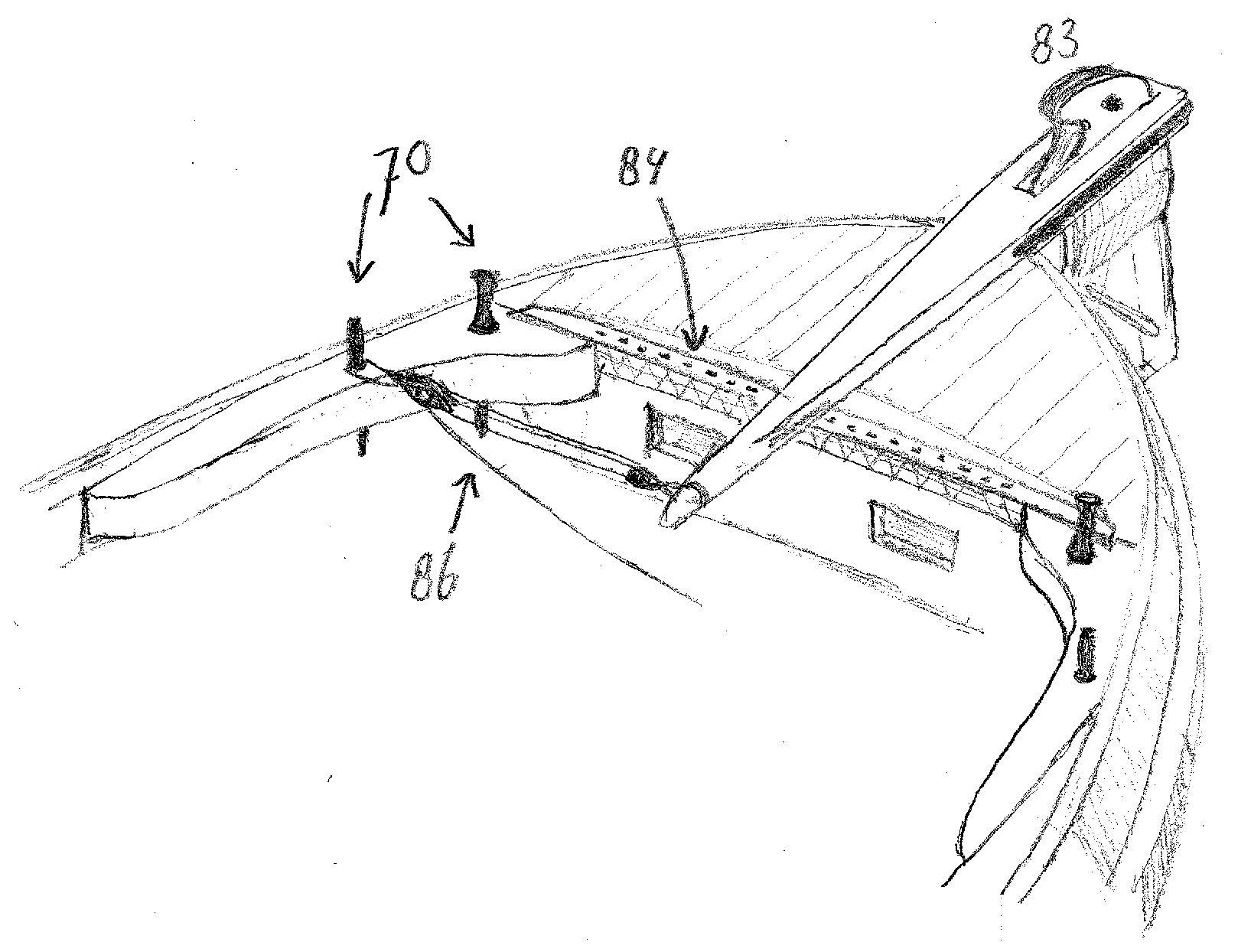
Sistema amb l'escota actuant sobre el timó mitjançant politges

L'objectiu principal d'un timó de vent mecànic és mantenir un veler en un rumb determinat cap al vent aparent i alliberar el timoner de la feina de pilotatge. Un efecte secundari avantatjós és que les veles es mantenen en un angle òptim cap al vent aparent i proporcionen una força de propulsió òptima per aquest motiu. Fins i tot en els velers que s'ajuden amb el motor, el timó de vent es pot utilitzar per mantenir l'embarcació en la direcció del vent per poder ajustar o canviar fàcilment les veles (excepció: sistema de penell sobre timó).
Com a sensors de la direcció del vent es poden utilitzar:
a) La pressió del vent sobre la vela que deriva en una força sobre l'escota i sobre el timó (autocontrol de l'escota sobre la canya del timó).
b) Un penell de vent muntat sobre un eix que s'inclina més o menys respecte l'horitzontal (autocontrol del penell sobre el timó)

## Sistemes de timó de vent
Els diferents principis mecànics per acoblar mecànicament un canvi en la direcció aparent del vent amb un actuador que canviï el rumb (timonet) es poden classificar, més o menys, en els següents grups:
1. Sistemes Trimm-Tab (Flettner Servo tab), amb un penell de vent que actua sobre una petita solapa enganxada al timó principal, a un timó auxiliar o a un timó servo pèndol
2. Penell sobre timonet auxiliar (Windpilot Atlantik, Hydrovane) amb un penell de vent directament acoblat a un timonet auxiliar
3. Penell sobre el timó principal (només s'aplica a embarcacions molt petites, amb un gran penell acoblat directament al timó del vaixell)
4. Servo pèndol sobre el timó principal (una paleta de vent fa girar una fulla immersa al voltant del seu eix vertical, la fulla es desplaça cap al costat a causa del moviment a través de l'aigua i fa girar el timó del vaixell)
5. Servo pèndol sobre timonet auxiliar (com l'anterior, però la fulla del servo pèndol actua sobre un timó auxiliar i no sobre el timó del vaixell)
6. Fulla-a-remolc (es contraresta la força de tracció de la fulla principal amb la càrrega d'una molla en tensió)

## Interacció penell-timonet
En funció de les necessitats de la navegació es poden trobar diversos tipus de timons de vent, basats en les diverses combinacions dels òrgans que els componen i en el sistema de funcionament.

### Només amb penell de vent
Aquest tipus de timó es compon només d'un "penell de vent ".
La força de correcció del rumb generat pel vent sobre el penell de vent es transmet directament al timó principal de l'embarcació.
Així doncs, no hi ha la presència d'un timó ni de cap sistema de transmissió, només un penell de vent i un contrapès.
Aquest tipus de timó de vent va ser originalment pensat i creat per a models de barques de vela.
El primer dispositiu d'aquest tipus va ser instal·lat en un vaixell a vela real per Francis Chichester a la seva embarcació  Miranda. Constava només d'un penell de tela de 4 m² de superfície, unes cordes que el connectaven al timó principal i un contrapès de 12Kg.
Tot i això, aquest sistema genera una força d'autogovern molt baixa sobre el timó, per tant no pot corregir el curs del vaixell en situacions extremes.
Això també implica el fet que aquest sistema només pot ser útil si es monta en embarcacions molt petites i lleugeres que no superin els 6 metres.
A causa d'aquests problemes i limitacions, la producció d'aquest sistema de timó de vent s'ha deixat de fer.

### Amb "Trim-Tab"

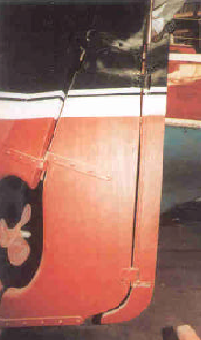
Timó amb TrimTab

El "Trim-Tab"  és una petita extensió que s'instal·la a la cua del timó principal o del timó auxiliar.
En aquest sistema l'impuls que dona el penell de vent no es transmet a la canya ni al timó sinó al Trim-Tab
Això en fer el moviment generat per la correcció del penell de vent crea una força a l'aigua que provoca el moviment del timó auxiliar (o del timó principal, segons on estigui muntat el "Trim-Tab").
Els "Trim-Tab" tenen una superfície molt petita, aproximadament 800 cm2. El "Trim-Tab" permet instal·lar un penell de vent petit en comparació amb els penells estàndard en sistemes sense "Trim-Tab".
Això és possible perquè la "Trim-Tab" amplifica la força generada originàriament a partir de el penell de vent.
El primer Trim-Tab utilitzat com a extensió per a un timó principal va ser instal·lat per Bernard Moitessier al seu vaixell  Joshua .
Quan el Trim-Tab s'instal·la com a extensió del timó principal, amplifica massa el moviment generat pel penell de vent per tant fa molt difícil dirigir el vaixell, sobretot si és petit o si no està ben equilibrat.

### Amb timó auxiliar i penell de vent vertical
Aquest sistema és especialment indicat per a embarcacions amb una eslora màxima d'11 metres.
El punt principal d'aquest sistema, és que la força del penell de vent actua sobre el timonet auxiliar mitjançant una transmissió formada per una roda dentada.

### Amb timó auxiliar i penell de vent horitzontal

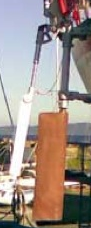
Timó amb doble timó

En principi, a aquest sistema li afectaria molt menys la força de l'aigua que en el sistema anàleg amb penell de vent vertical.
Per solucionar el problema, aquest sistema està equipat amb engranatges que permeten decidir el grau de gir del timó; això permet la instal·lació d'aquest tipus de timó fins i tot en embarcacions amb una longitud superior a 11 metres.

### Amb timó doble
Aquesta tipologia de timó de vent empra un timó de pèndol i un timó auxiliar.
Quan s'utilitza aquest sistema, el timó principal de l'embarcació queda bloquejat, per tant no es fa servir per a correccions del rumb.
El sistema de doble timó s'instal·la principalment en grans embarcacions, precisament perquè la força generada pel timó auxiliar tot sol no és suficient per fer canviar el rumb, i perquè l'únic ús d'un timó necessitaria una longitud excessiva dels capçals i de la transmissió per connectar-lo al timó principal.
Aquest sistema també s'utilitza per tenir un timó d'emergència en llargues travessies, sobretot si el timó principal no té cap back-up.

## Components
El timó té una estructura molt senzilla i es compon principalment de:
- un penell
- un sistema de transmissió
- un timonet
- un contrapès

## Evolució
Durant molt de temps es va produir poc desenvolupament en els sistemes d'autodirecció que es podien comprar al comerç. La majoria dels nous dissenys es van presentar en forma de sistemes auto-construits. Entre ells es poden citar: Walt Murray, un nord-americà que va publicar els seus dissenys al seu lloc web i l'holandès Jan Alkema, que va desenvolupar un nou sistema, l'anomenada ventallada Up Side Down (abreujat USD, disponible només com marca comercial) i un nou sistema de servo pèndol que es podia instal·lar a les embarcacions amb timó penjat. Per aquesta última invenció, Jan Alkema va rebre el premi John Hogg-Price de l'AYRS (Amateur Yacht Research Society) el 2005. Jan Alkema va publicar molts dels seus dissenys al lloc web de Walt Murray.

## Vaixells famosos amb timó de vent
Part dels vaixells més famosos que portaven timó de vent:
- Falcó Maltès .[15]
- El Shin Aitoku Maru.[16][17]

## Galeria

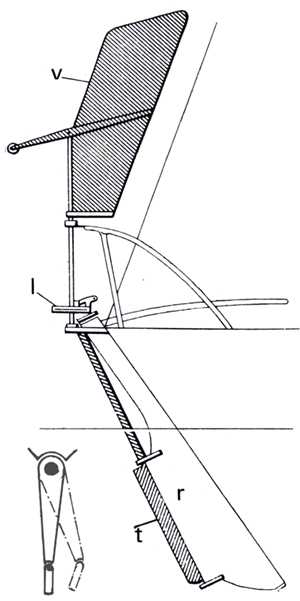
Trim-Tab Self Steering
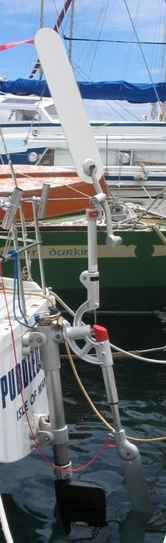
Doble timonet
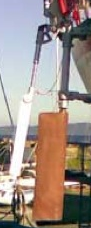
Doble timonet (bis)
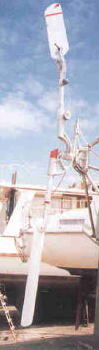
Timó de pèndola
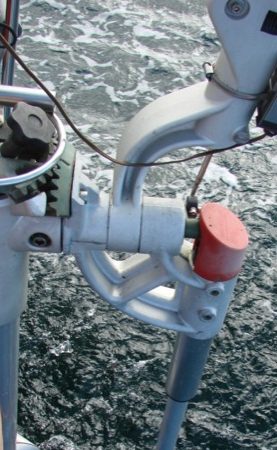
Trasmissio de la banderola al timonet
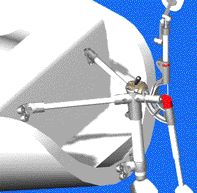
Sistema de pèndola